# Trichogramma flandersi
Trichogramma flandersi är en stekelart som beskrevs av Nagaraja och Nagarkatti 1970. Trichogramma flandersi ingår i släktet Trichogramma och familjen hårstrimsteklar. Inga underarter finns listade i Catalogue of Life.